# Prestonia acrensis
Prestonia acrensis är en oleanderväxtart som beskrevs av J.F.Morales. Prestonia acrensis ingår i släktet Prestonia och familjen oleanderväxter. Inga underarter finns listade i Catalogue of Life.